# Стоколос японський
Стоколос японський, бромус японський, стоколос розлогий, стоколоса розбріла (Bromus japonicus) — вид рослин родини тонконогові (Poaceae), поширений у Європі, західній і центральній Азії, Північній Африці.

## Опис
Однорічна трав'яниста рослина (10)20–50 см. Листові піхви запушені; листові пластинки 12–30 см × 4–8 мм, обидві поверхні запушені; язичок 1–2.5 мм. Волоть 20–30 × 5–10 см, похила, гілок 2–8, 5–10 см, тонкі, кожна з має 1–4 колоски. Колоски ланцетно-довгасті, 12–20 × ≈5 мм, жовтувато-зелені. Пильник до 2 мм завдовжки, після цвітіння не опадають, зберігаються на верхівці зав'язі й плода. Нижня квіткова луска оберненояйцевидна або ланцетна, з вузьким плівчастим краєм. Ості при плоді відігнуті. Зернівка 7–8 мм. 2n = 14.

## Поширення
Поширений у Європі, Азії, Північній Африці; натуралізований у Канаді, США, Мексиці, Австралії, Новій Зеландії, Аргентині, пн.-сх. Європі: Фінляндія, Норвегія, Швеція,.
В Україні вид зростає на узбіччях полів (іноді й у посівах), біля доріг, на вигонах, відслоненнях, сухих схилах — у Степу, зах. ч. Лісостепу і гірському Криму звичайний; в півд. ч. Лісостепу і Карпатах зрідка; в Поліссі одинично. Бур'ян.

## Галерея

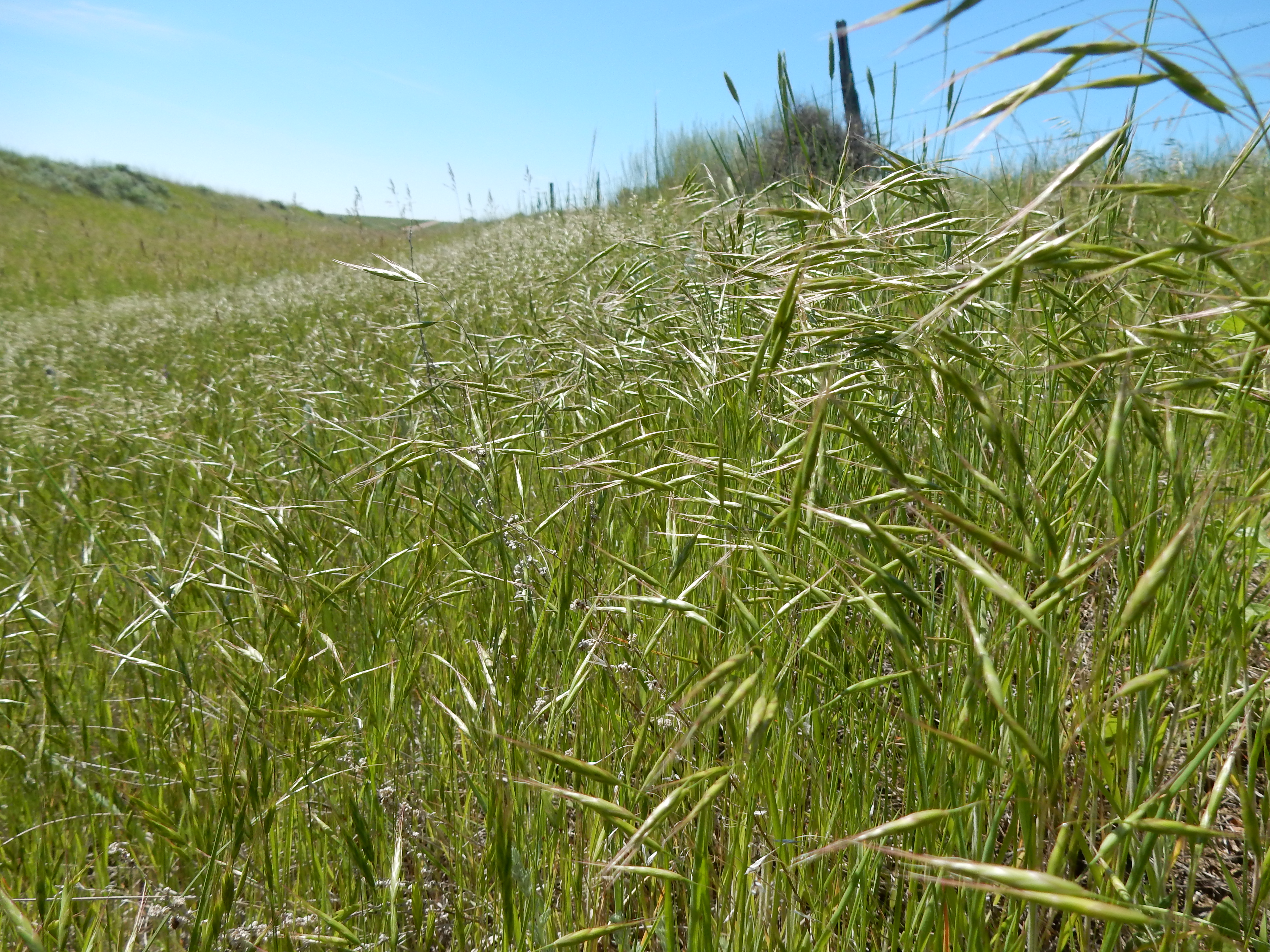
у середовищі проживання
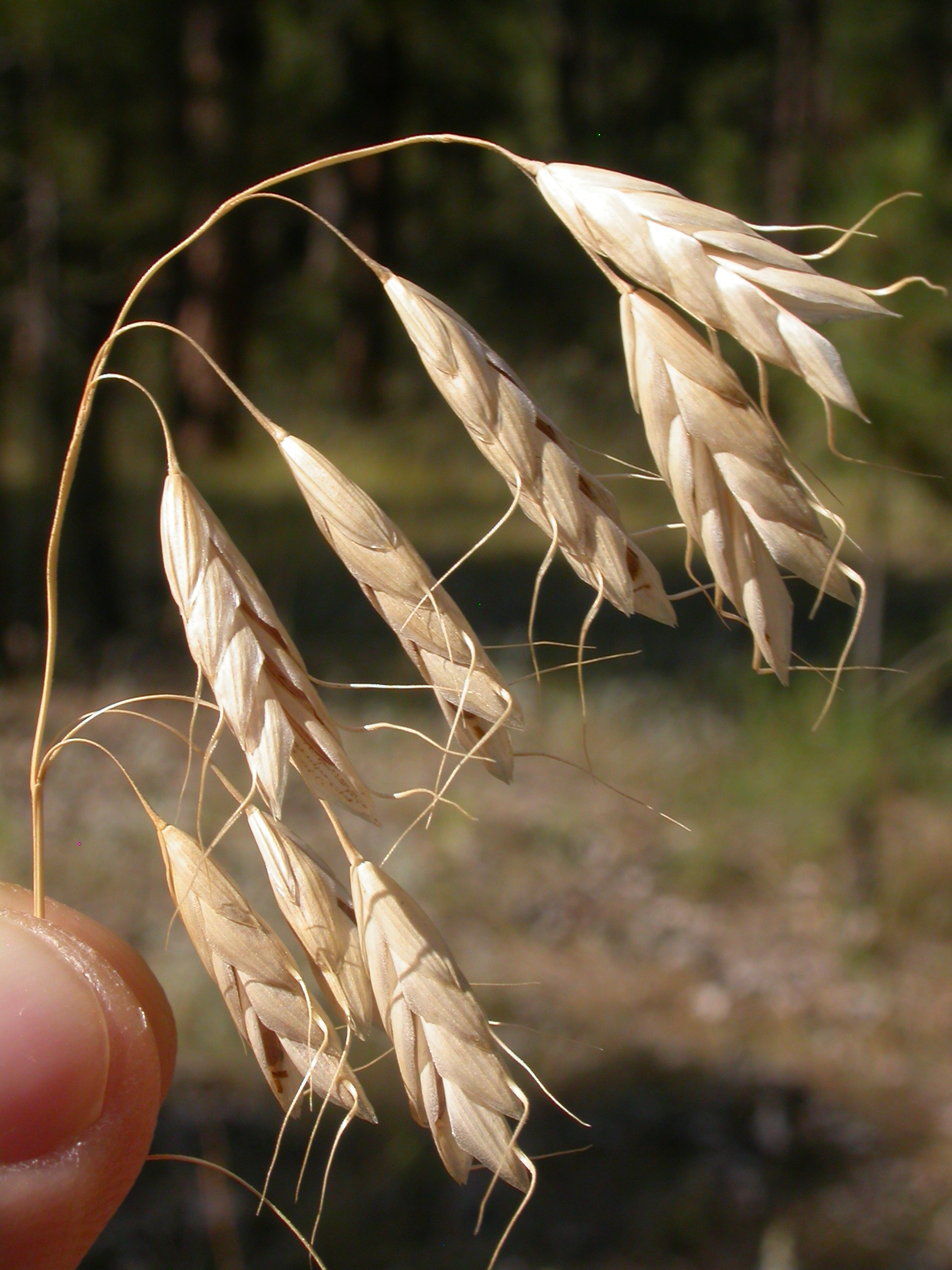
суцвіття
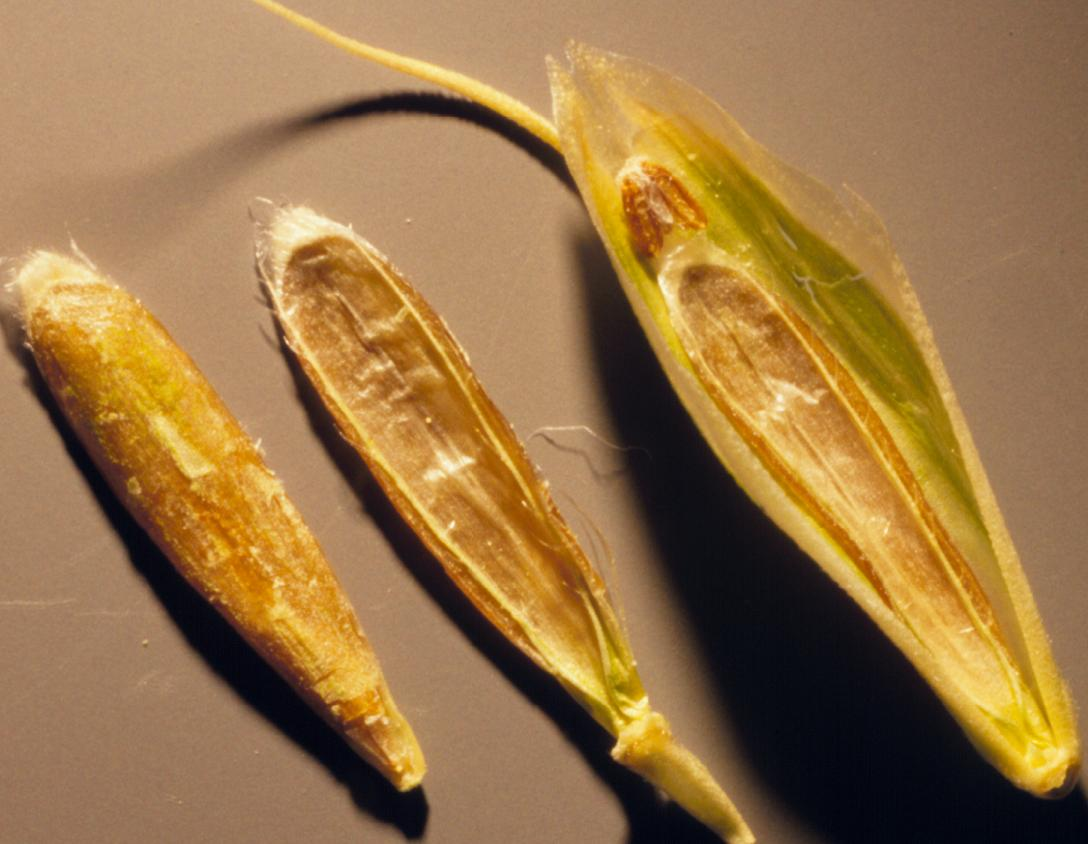
плоди